# سید هاشم بطحائی گلپایگانی
سید هاشم بطحائی گلپایگانی (زادهٔ ۱۳۲۰ در گوگد، گلپایگان – درگذشتهٔ ۲۶ اسفند ۱۳۹۸ در قم) روحانی و مرجع تقلید شیعه و سیاستمدار ایرانی و نماینده استان تهران در پنجمین دوره مجلس خبرگان رهبری بود.
او در دوازدهمین دوره انتخابات ریاست جمهوری ثبت نام کرد اما انصراف داد. وی در ۲۶ اسفند ۱۳۹۸ بر اثر تأثیرات ناشی از بیماری کرونا و بیماری پیش زمینه ای قلبی درگذشت.

## تحصیل
تحصیلات ابتدایی خویش را در گلپایگان گذراند. در سال ۱۳۳۵ جهت فراگیری علوم دینی وارد حوزه علمیه قم شد. در کنار تحصیل علوم حوزوی، تحصیلات کلاسیک خود را نیز ادامه داد.
در سال ۱۳۴۰ دیپلم گرفت و در سال ۱۳۴۱ در رشته فلسفه دانشگاه تهران پذیرفته شد و موفق به کسب مدرک کارشناسی‌ارشد، شد. پس از سپری کردن خدمت وظیفه مجدداً به حوزه علمیه برگشته و ضمن استخدام در آموزش و پرورش قم در سمت دبیری در حوزه مشغول به ادامه تحصیل شد و از کلاس درس سید روح‌الله خمینی، سید محمدرضا گلپایگانی، هاشم آملی و سید محمدحسین طباطبایی به مدت ۲۷ سال استفاده کرد و در سال ۱۳۵۵ برای گرفتن دکتری در رشته فلسفه به مصر رفته و در سال ۱۳۶۰ دکتری در رشته فقه و مبانی حقوق اسلامی از دانشگاه تهران فارغ‌التحصیل شد. در سال ۱۳۶۵ از آموزش و پرورش به آموزش عالی منتقل شد و در گروه حقوق مجتمع آموزش عالی قم (پردیس) تا زمان بیماری و مرگ به فعالیتش ادامه داد.
وی در کنار تدریس در دانشگاه، در حوزه علمیه قم به تدریس درس خارج در بحث‌های قضاء، شهادت، حدود، دیات و عقود تملیکی اشتغال داشت.

## بازنشستگی اجباری در دولت نهم
سید هاشم بطحائی از اساتید دانشگاه تهران بود که با روی کار آمدن دولت محمود احمدی‌نژاد مانند بسیاری از سایر اساتید دانشگاهی مخالف سیاستهای او بازنشسته شد. او پس از بازنشستگی در نامه‌ای خطاب به احمدی‌نژاد ضمن تأکید بر این که بادآورده نیست. از یک طرف از سوابق علمی خود گفته و از طرف دیگر هم تشریح کرده بود که او را بر اساس اغراض داخلی بازنشسته کرده‌اند. وی نامه را به غلامحسین الهام داد تا به رئیس دولت برساند. اما بطحایی در مصاحبه‌ای اعلام کرد: «دکتر الهام هم گفت که حتماً به دست دکتر احمدی‌نژاد می‌رسانم و چون وی رئیس شورای عالی انقلاب فرهنگی است موضوع را ترتیب اثر می‌دهد. اما گویا نامه در پست ماند و پستچی مرد و هیچ خبری و هیچ عکس العملی! دکتر الهام به من می‌گفت مدارک شما ارزش دارد و «تاج دارد»، مدارک ما آبکی است. چه شد؟ چرا جوابم را ندادند؟ بسیاری از عناصر دستگاه‌های قضایی، سیاسی و اداری کشور از شاگردانم بودند. بنده که معلم ناشناسی نبودم، پس چرا جوابم را ندادند؟» بطحائی در ۲۸ تیر ۱۳۹۰ ضمن انتقاد از تجدید نظر دیرهنگام محمود احمدی‌نژاد در بازنشستگی اجباری اساتید معتقد بود که رئیس‌جمهور خیلی دیر به یاد این موضوع افتاده است.

## درگذشت
بطحایی در ۲۴ اسفند ۱۳۹۸ به دلیل ابتلا به ویروس کرونا در بیمارستان شهید بهشتی قم بستری شد. او دو روز بعد و در سحرگاه ۲۶ اسفند در همان بیمارستان درگذشت. وی از مخالفین قرنطینه قم بود و قبل از مرگ گفته بود زندگی در قم خیلی عادی در جریان است و نباید از این ویروس ترسید.

## آثار

### کتب
- مجموعه استفتائات
- اخلاق تحلیلی اسلام
- فمینیسم
- حقوق بشر
- ندای فطرت
- فاطمه کوثر رسالت

### مقالات
- سیمای خانواده و احکام آن در اسلام
- نگرشی در حقوق (حقوق و تاریخ آن)
- دموکراسی در قانون (فرق سیستم قضایی اصل اسلام و سیستم قضایی غرب)
- بزه‌های کیفردار از نظر قرآن
- جایگاه قرعه در فقه
- تقیه و جایگاه آن در احکام حقوق
- قذف از دیدگاه کتاب و سنت
- شعر و نقش آن در جامعه
- مروری بر حقوق زن و مرد

## سوابق اجرایی
- رئیس دبیرستان دین و دانش استان قم در سال ۱۳۵۸ بعد از درگذشت بهشتی
- اولین استاندار و نماینده سید روح‌الله خمینی از ۲۲ بهمن ۱۳۵۷ برای مدتی در چهارمحال و بختیاری
- نماینده ولی فقیه و امام جمعه گلپایگان
- عضو هیئت علمی دانشگاه تهران و عضو دفتر انتشارات این دانشگاه
- استاد سطح خارج حوزه علمیه قم
- عضو مجلس خبرگان رهبری در دوره پنجم[۶][۷]
- عضو جامعه مدرسین حوزه علمیه قم